# Marina Mesure
Marine Mesure (Marsiglia, 12 luglio 1989) è una politica francese, europarlamentare dal luglio 2022.

## Biografia
Proveniente da una famiglia di impiegati di banca, Marina Mesure è nata a Marsiglia ed è cresciuta a Gréasque prima di partire per studiare all'HEC Montréal, dove si è laureata nel 2013.
Per diversi anni ha fatto campagna per la Confédération générale du travail, in particolare contro la direttiva sui lavoratori distaccati del 1996, e ha svolto attività di consulente sociale presso la Federazione europea dei lavoratori edili e del legno.

## Carriera politica
Marina Mesure è stata candidata alle elezioni europee del 2019 in Francia, per la lista de La France Insoumise. In questa occasione è stata sostenuta dai sindacalisti di 38 paesi, che vedono in lei una candidata capace di portare le lotte sindacali europee e internazionali al Parlamento europeo.
Si è candidata alle elezioni legislative del 2022 nella decima circoscrizione delle Bocche del Rodano, dove è stata ampiamente sconfitta al secondo turno da José Gonzalez del Rassemblement National. Tuttavia, ha ottenuto la maggioranza (50,35%) dei voti nell'ex roccaforte comunista di Gardanne.
Dopo l'elezione di Manuel Bompard all'Assemblea nazionale nel giugno 2022, gli è succeduta come eurodeputata a luglio. Ha mantenuto il suo seggio dopo le elezioni europee del 2024 in Francia.